# Leah Remini
Leah Marie Remini (New York, 15 juni 1970) is een Amerikaans actrice, vooral bekend dankzij haar rol als Carrie Heffernan in The King of Queens. 

## Jeugd
Haar vader is een Siciliaan, haar moeder een Oostenrijkse. Ze verhuisde naar Los Angeles met haar moeder en zus toen ze 13 was en verliet school op haar 14e.

## Acteerwerk
Ze deed auditie voor de rol van Monica in Friends, maar kreeg de rol niet. Wel speelde ze later een gastrol in de serie.
In Nederland worden de afleveringen van Remini's realityserie Its All Relative uitgezonden op TLC.

## Scientology
Tot 2013 was Leah lid van de Scientology-kerk. Nadat ze de kerk verliet met haar familie is ze een uitgesproken tegenstander van de organisatie geworden. Ze heeft zich meerdere keren negatief uitgelaten over Scientology-leider David Miscavige, die ze beschuldigt van corruptie. Over haar leven in de kerk heeft ze een televisieserie gemaakt, Leah Remini: Scientology and the Aftermath (de serie won een Emmy in 2017 en wordt in Nederland op RTL Z en Crime+Investigation uitgezonden), en een boek geschreven getiteld Troublemaker: Surviving Hollywood and Scientology.

## Persoonlijk leven
Sinds 19 juli 2003 is ze getrouwd met Angelo Pagan, met wie ze een dochter heeft. 

## Filmografie
- Leah Remini: Scientology and the Aftermath (2016-heden)
- It's All Relative (2014) - Realityprogramma
- In the Motherhood Televisieserie - Kim (Afl. 1.2, 2007|Bedtime Dreadtime!, 2007|The Mother of All Days, 2007)
- The King of Queens Televisieserie - Carrie Heffernan (206 afl., 1998-2007)
- Old School (2003) - Lara Campbell
- Legend of the Lost Tribe (Televisiefilm, 2002) - Koala (Stem: Engelse versie)
- Hooves of Fire (Televisiefilm, 1999) - Vixen (Stem: Engelse versie)
- Follow Your Heart (1998) - Angie
- Fired Up Televisieserie - Terry Reynolds (Afl. Pilot, 1997|The Next Day, 1997|Who's the Boss, 1997)
- Critics and Other Freaks (1997) - Actrice op auditie
- Glory Daze (1996) - Theresa
- NYPD Blue Televisieserie - Angela Bohi (Afl. Closing Time, 1996)
- First Time Out Televisieserie - Dominique Costellano (Afl. onbekend, 1995)
- Friends Televisieserie - Lydia (Afl. The One with the Birth, 1995)
- Diagnosis Murder Televisieserie - Agnes Benedetto (Afl. How to Murder Your Lawyer, 1995)
- Star Witness (Televisiefilm, 1995) - Rol onbekend
- Phantom 2040 Televisieserie - Sagan Cruz (Stem, 8 afl., 1994-1995)
- Renegade Televisieserie - Tina (Afl. The King and I, 1994)
- The Commish Televisieserie - Gail Ross (Afl. Sergeant Kelly, 1994)
- Gabriel Knight: Sins of the Fathers (Televisiefilm, 1993) - Grace Nakimura (Stem)
- Harlan & Merleen (Televisiefilm, 1993) - Frankie
- Evening Shade Televisieserie - Daisy (Afl. She What?!, 1993|Saint Bobby, 1993|The Graduation, 1993)
- Cheers Televisieserie - Serafina Tortelli (Afl. Unplanned Parenthood, 1991|Loathe and Marriage, 1993)
- Biker Mice from Mars Televisieserie - Carbine (Stem, afl. onbekend, 1993)
- Blossom Televisieserie - Ellen (Afl. You Must Remember This, 1992)
- Saved by the Bell Televisieserie - Stacey Carosi (8 afl., 1991-1992)
- Getting Up and Going Home (Televisiefilm, 1992) - Rol onbekend
- The Man in the Family Televisieserie - Tina Bavasso (Afl. onbekend, 1991)
- Paradise Televisieserie - Rol onbekend (Afl. Out of Ashes, 1991)
- Valerie Televisieserie - Joanne (Afl. A Sneaking Suspicion, 1990)
- Normal Life Televisieserie - Carol (Afl. And Baby Makes..., 1990)
- Living Dolls Televisieserie - Charlene 'Charlie' Briscoe (Afl. onbekend, 1989)
- Who's the Boss? Televisieserie - Charlie Briscoe (Afl. Life's a Ditch, 1989|Living Dolls, 1989)
- Head of the Class Televisieserie - Rol onbekend (Afl. Let's Rap, 1988)

- Bibsys: 12074055
- Biblioteca Nacional de España: XX6089482
- Bibliothèque nationale de France: cb178239600 (data)
- Gemeinsame Normdatei: 139355200
- International Standard Name Identifier: 0000 0001 1487 2414
- Library of Congress Control Number: no2006024628
- MusicBrainz: 9e314730-5a18-48ba-a199-72a160e10d8e
- Nederlandse Thesaurus van Auteursnamen: 422478423
- Réseau des bibliothèques de Suisse occidentale: 02-A026901730
- Système universitaire de documentation: 25162370X
- Virtual International Authority File: 4678568
- WorldCat: E39PBJmtCXqHJX9bmxkbpPV6Kd